# Dode (Kent)
Pour les articles homonymes, voir Dode.
 (mars 2025).
Si vous disposez d'ouvrages ou d'articles de référence ou si vous connaissez des sites web de qualité traitant du thème abordé ici, merci de compléter l'article en donnant les références utiles à sa vérifiabilité et en les liant à la section « Notes et références ».
Dode est un village et une paroisse civile anglaise situé dans le comté du Kent.